# Provinz Iyo

Karte der japanischen Provinzen, Iyo rot markiert

Iyo (jap. 伊予国, Iyo no kuni) oder Yoshū (予州) war eine der historischen Provinzen Japans auf dem Gebiet der heutigen Präfektur Ehime auf Shikoku. Iyo grenzte an die Provinzen Awa, Sanuki und Tosa.

## Geschichte
Die alte Hauptstadt (kokufu) lag bei Imabari. In der Sengoku-Zeit wurde die Provinz in mehrere Lehen gespalten, das größte wurde meist von der Burg Matsuyama regiert. Kurzzeitig war Iyo unter der Familie Chōsokabe des benachbarten Tosa vereinigt. 1584 eroberte Toyotomi Hideyoshi Shikoku und vergab die Lehen neu.
In der Edo-Zeit waren große Teile der Provinz Teil des Matsuyama-han (mit 150.000 Koku unter den Hisamatsu-Matsudaira), des Uwajima-han (mit 100.000 Koku unter den Date) oder des Ōzu-han (mit 60.000 Koku unter den Katō). Daneben gab es kleinere Fürstentümer, vor allem Zweiglehen der vorgenannten. Das Kawanoe-han (川之江藩) um das gleichnamige Dorf (seit 2004 zu Shikokuchūō) erlosch im 17. Jahrhundert und wurde zu Shogunatsland. In der Meiji-Restauration entstanden aus den gleichnamigen -han die Präfekturen Matsuyama und Uwajima, indirekte Vorläufer von Ehime.

## Umfang
Die Provinz Iyo umfasste folgende spätere Landkreise (gun):
- Iyo (伊予郡)
- Kazahaya (風早郡)
- Kita (喜多郡)
- Kume (久米郡)
- Kuwamura (桑村郡)
- Nii (新居郡)
- Noma (野間郡)
- Ōchi (越智郡)
- Onsen (温泉郡)
- Shūfu (周布郡)
- Uma (宇摩郡)
- Ukena (浮穴郡)
- Uwa (宇和郡)
- Wake (和気郡)